# Dieta do Japão
A Dieta Nacional do Japão (em japonês: 国会; romaniz.: Kokkai) é o poder legislativo bicameral do Japão. Ele é composto por uma câmara baixa que é chamada de Câmara dos Representantes e uma câmara superior, chamada de Câmara dos Conselheiros. Ambas as câmaras da Dieta são eleitas diretamente por um sistema de votação paralela. Além da aprovação de leis, a Dieta é formalmente responsável por escolher o Primeiro-ministro. A Dieta foi constituída pela primeira vez como a Dieta Imperial em 1889 como um resultado da adoção da Constituição Meiji. A Dieta ganhou sua forma atual em 1947 com a adoção da constituição pós-guerra, sendo considerado pela Constituição o órgão máximo do poder estatal. O Edifício da Dieta Nacional localiza-se em Nagata-chō, Chiyoda, Tóquio.

## Composição
As câmaras da Dieta são eleitas por um sistema de votação paralela. Isto significa que os assentos a serem preenchidos nas eleições são divididos em dois grupos, cada um sendo eleito por um método diferente. A diferença principal entre as câmaras reside nos tamanhos dos dois grupos e como eles são eleitos. Os eleitores devem dar dois votos: um para um candidato individual e um para uma lista de partido. Qualquer cidadão do Japão com pelo menos vinte anos de idade (a idade da maioridade no Japão) pode votar nessas eleições. O sistema de votação paralela do Japão não se confunde com o Sistema de Membro Adicional usado em muitos outros países.
- Câmara dos Representantes: Dos 480 membros, 300 são eleitos a partir de uma lista de candidatos individuais sob o sistema da pluralidade do membro único e 180 são eleitos a partir de onze blocos eleitorais separados sob o sistema de lista de partido da representação proporcional.
- Câmara dos Conselheiros: Dos 242 membros, 146 são eleitos a partir de 47 circunscrições eleitorais através do voto intransferível único. Os outros 96 são eleitos por um sistema de representação proporcional de lista aberta a partir de uma única lista nacional.

A Constituição do Japão não especifica o número de membros de cada câmara da Dieta, o sistema de votação, ou as qualificações necessárias daqueles que podem votar ou ser votados nas eleições parlamentares, assim permitindo que todos esses detalhes sejam determinados pela lei. No entanto, ela garante o sufrágio universal adulto e o voto secreto. Ela também determina que a lei eleitoral não pode discriminar em termos de "raça, credo, sexo, classe social, origem familiar, educação, patrimônio ou renda".
Em geral, a eleição dos membros da Dieta é controlada por estatutos aprovados pela Dieta. Como o Partido Liberal Democrata controlou o Japão durante a maior parte da história pós-guerra e recebe grande apoio das áreas rurais, estas áreas geralmente possuem maior representação na Dieta do que as áreas urbanas. A Suprema Corte do Japão começou a exercer um controle judicial de leis de repartição após a decisão Kurokawa de 1976, que invalidou uma eleição na qual um distrito na província de Hyogo obteve uma representação cinco vezes maior que outro distrito em Osaka. A Suprema Corte indicou que o maior desequilíbrio eleitoral possível sob a lei japonesa é de 3:1 e que qualquer desequilíbrio maior entre dois distritos é uma violação ao artigo 14 da Constituição. Em eleições recentes, a razão na Câmara dos Conselheiros foi de 4,8 (censo 2005: Osaka/Tottori; eleição de 2007: Kanagawa/Tottori) e 2,3 na Câmara dos Representantes (eleição de 2009: Chiba 4/Kochi 3).
Os candidatos para a câmara baixa devem ter 25 anos de idade e 30 anos na câmara alta. Todos os candidatos devem ser cidadãos japoneses. De acordo com o artigo 49 da Constituição do Japão, os membros da Dieta recebem cerca de 1,3 milhões de ienes por mês de salário. Cada legislador tem direito a empregar três secretários, passes trens gratuitos e quatro passagens de avião por mês para viajar de e para seus distritos natais.
- Câmara dos Representantes
- Câmara dos Conselheiros

## Poderes
O artigo 41 da Constituição descreve a Dieta Nacional como "o órgão máximo do poder estatal" e "o único órgão legislativo do Estado". Esta afirmação contrasta com a Constituição Meiji, que descrevia o Imperador como o único que podia exercer o poder legislativo, com o consenso da Dieta. As responsabilidades da Dieta incluem não apenas a produção de leis mas também a aprovação do orçamento nacional anual que o governo emite e a ratificação de tratados. Ela também pode iniciar emendas constitucionais que, se aprovadas, devem ser apresentadas ao povo em um referendo. A Dieta pode conduzir "investigações relativas ao governo" (artigo 62). O Primeiro-Ministro deve ser nomeado por uma resolução da Dieta, segundo o princípio da supremacia do Legislativo sobre as agências governamentais do Executivo (artigo 67). O governo também pode dissolver a Dieta se ela aprovar uma moção de falta de confiança apresentada por 50 membros da Câmara dos Representantes. Os representantes do governo, incluindo o Primeiro-Ministro e os membros do gabinete, são obrigados a comparecer em comitês investigativos da Dieta e responder a dúvidas. A Dieta também tem o poder de destituir juízes condenados por crimes ou conduta irregular.
Na maioria dos casos, para um projeto de lei se transformar em uma lei ele deve primeiro ser aprovado em ambas as câmaras da Dieta e depois ser promulgada pelo Imperador. Este papel do Imperador é semelhante ao Consentimento Real em alguns outros países. No entanto, o Imperador não pode se recusar a promulgar uma lei e portanto esta função legislativa é meramente uma formalidade.
A Câmara dos Representantes é a câmara mais poderosa da Dieta. Embora a Câmara dos Representantes geralmente não possa se sobrepor à Câmara dos Conselheiros em um projeto de lei, a Câmara dos Conselheiros pode apenas adiar a adoção de um orçamento ou um tratado que foi aprovado pela Câmara dos Representantes, sendo que a Câmara dos Conselheiros não possui quase poder nenhum para evitar que a câmara baixa escolhe o Primeiro-Ministro à sua vontade. Além disso, uma vez nomeado, é somente a confiança da Câmara dos Representantes que o Primeiro-Ministro deve ter a fim de continuar no cargo. A Câmara dos Representantes podem se sobrepor à câmara alta nas seguintes circunstâncias:
- Se um projeto de lei é aprovado na Câmara dos Representantes e depois é rejeitado, emendado ou não aprovado dentro de 60 dias pela Câmara dos Conselheiros, então o projeto de lei torna-se lei se novamente aprovado pela Câmara dos Representantes por uma maioria de pelo menos dois terços dos membros presentes;[11]
- Se ambas as câmaras não concordam com um orçamento ou tratado, mesmo através da indicação de um comitê conjunto da Dieta, ou se a Câmara dos Conselheiros falhar em tomar a ação final em um orçamento ou tratado proposto em 30 dias de sua aprovação pela Câmara dos Representantes, então a decisão da câmara baixa é considerada a da Dieta;[11]
- Se ambas as câmaras não concordarem em relação a um candidato a Primeiro-Ministro, mesmo através de um comitê conjunto, ou se a Câmara dos Conselheiros falha em designar um candidato em 10 dias da decisão da Câmara dos Representantes, então o indicado pela câmara baixa é considerado o da Dieta.

## Atividades
De acordo com a constituição, ao menos uma sessão da Dieta deve ser convocada por ano. Tecnicamente, apenas a Câmara dos Representantes é dissolvida antes de uma eleição mas enquanto a câmara baixa está em dissolução, a Câmara dos Conselheiros geralmente está fechada. O Imperador tanto convoca a Dieta quanto dissolve a Câmara dos Representantes, mas ao fazer isto deve agir seguindo o conselho do Gabinete. Em uma emergência, o Gabinete pode convocar a Dieta para uma sessão extraordinária, e uma sessão extraordinária pode ser solicitada por um quarto dos membros de ambas as câmaras. No início de cada sessão parlamentar, o Imperador lê um discurso especial de seu trono na Câmara dos Conselheiros.
A presença de um terço dos membros de ambas as câmaras constitui um quórum, sendo que as deliberações são públicas a menos que pelo menos dois terços dos presentes concordem em fechá-la. Cada câmera elege seu representante que preside a sessão, que pode exercitar o voto de minerva no caso de um empate. Os membros de cada casa possuem certas proteções contra a prisão enquanto a Dieta está em sessão e as palavras faladas e os votos dados na Dieta gozam de privilégio parlamentar. Cada câmera da Dieta determina seu próprio regimento e tem a responsabilidade por disciplinar seus membros. Um membro pode ser destituído, mas apenas por uma maioria de dois terços dos votos. Todo membro do Gabinete possui o direito de aparecer em ambas as câmaras da Dieta com o propósito de falar sobre projetos de lei, e cada câmara possui o direito de exigir a presença dos membros do Gabinete.

## História

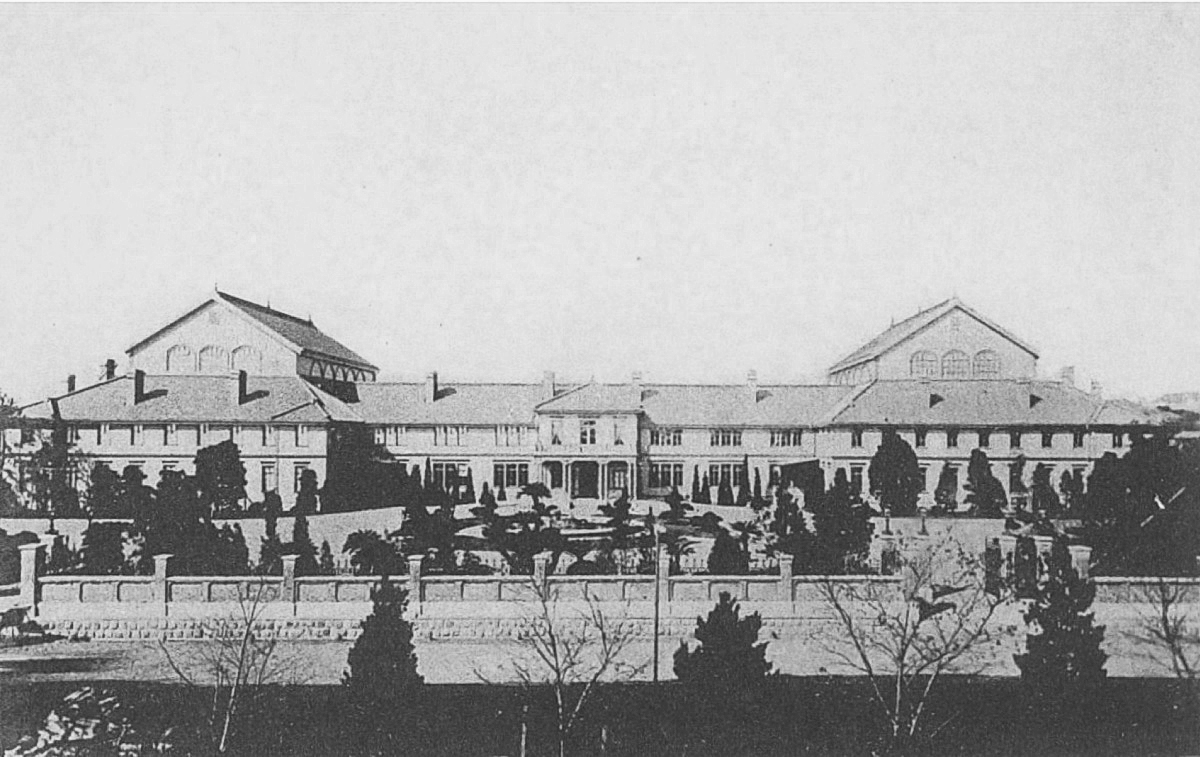
Primeiro prédio da Dieta do Japão.

O primeiro Poder Legislativo do Japão foi a Dieta Imperial (帝国議会, Teikoku-gikai) estabelecida pela Constituição Meiji de 1889 a 1947. A Constituição Meiji foi adotada em 11 de fevereiro de 1889 e a Dieta Imperial teve sua primeira reunião em 29 de novembro de 1890, quando o documento entrou em vigor. A Dieta consistia da Câmara dos Representantes e uma Câmara dos Pares (貴族院, Kizoku-in). A Câmara dos Representantes era eleita diretamente, com votação limitada; o sufrágio universal masculino adulto foi introduzido em 1925. A Câmara dos Pares, como a Câmara dos Lordes britânica, consistia de nobres da sociedade.
A palavra dieta  deriva do latim e era um nome comum para uma assembleia na Alemanha medieval. A Constituição Meiji foi baseada em grande medida na forma de monarquia constitucional encontrada na Prússia século XIX e a nova Dieta teve como modelo, parcialmente, o Reichstag alemão e o sistema Westminster britânico. Ao contrário da constituição pós-guerra, a Constituição Meiji concedida um papel político real ao Imperador, embora na prática os poderes do Imperador fossem dirigidos por um grupo de oligarcas chamado de genrō.
Para ser promulgada, uma emenda constitucional tinha de ter a aprovação tanto da Dieta quanto do Imperador. Isto significa que embora o Imperador não legislasse mais por decreto, ele ainda tinha um poder de veto sobre a Dieta. O Imperador também possuía liberdade total para escolher o Primeiro-Ministro e o Gabinete e, portanto, sob a Constituição Meiji, os Primeiros-Ministros geralmente não eram escolhidos a partir de membros da Dieta nem gozavam da confiança da Dieta. A Dieta Imperial era também limitada em seu controle sobre o orçamento. Embora a Dieta pudesse vetar o orçamento anual, se nenhum orçamento fosse aprovado, o orçamento do ano anterior continuaria em vigor. Isto mudou com a nova constituição após a Segunda Guerra Mundial.
O sistema de representação proporcional da Câmara dos Conselheiros, introduzido em 1982, foi a primeira grande reforma eleitoral sob a égide da constituição pós-guerra. Ao invés de escolher candidatos individuais das circunscrições, como anteriormente, os eleitores votavam nos partidos. Os conselheiros individuais, listados oficialmente pelos partidos antes da eleição, são selecionados na base das proporções dos partidos no total nacional de votos.  O sistema foi introduzido para reduzir o excessivo dinheiro gasto pelos candidatos nas circunscrições nacionais. Os críticos argumentaram, no entanto, que este novo sistema beneficiaria os dois maiores partidos, o PLD e o Partido Socialista do Japão, que de fato apoiaram a reforma.